# 格利格卡爾峰

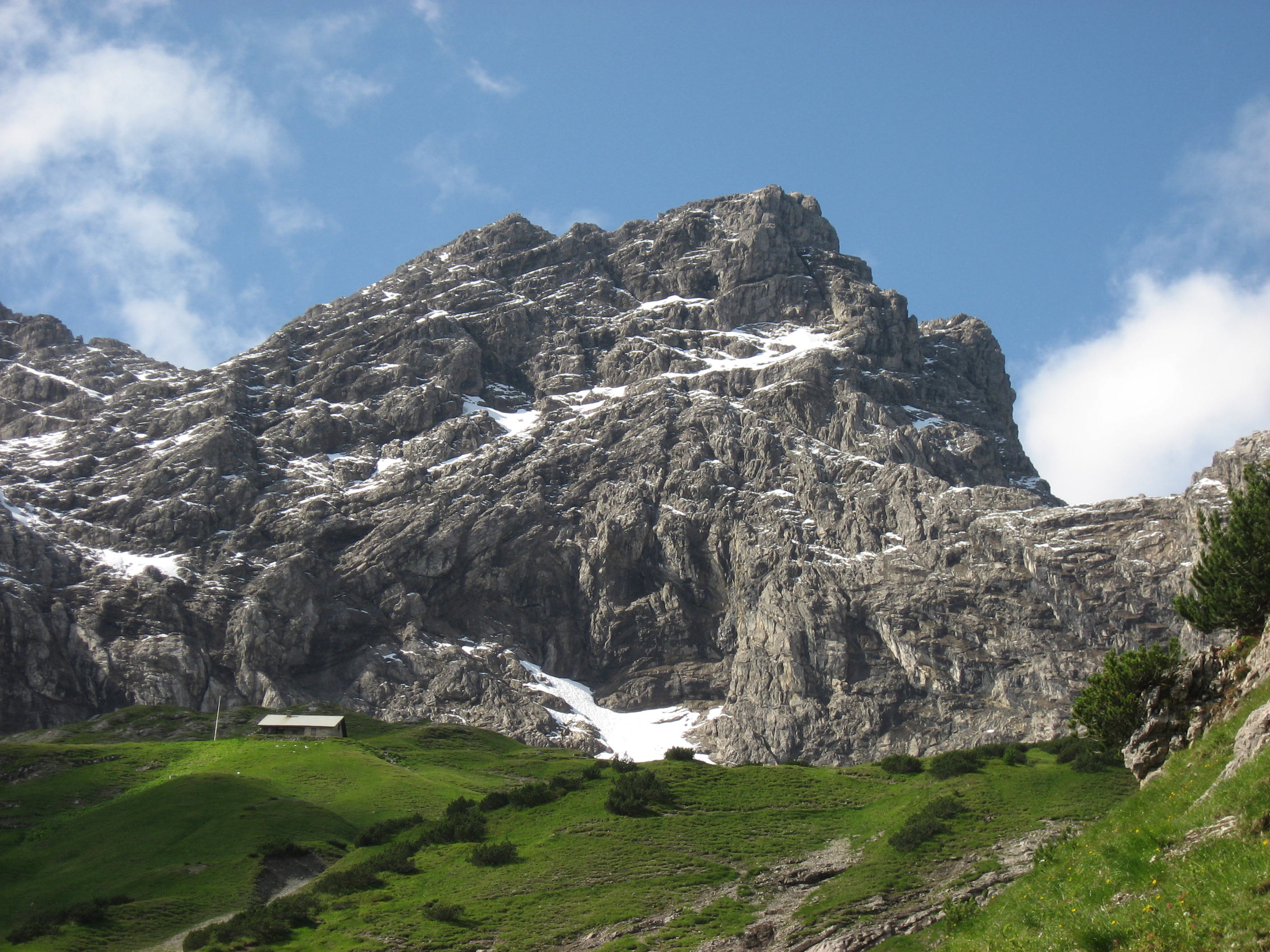

47°20′3″N 10°27′14″E / 47.33417°N 10.45389°E
格利格卡爾峰（德語：Gliegerkarspitze），是奧地利的山峰，位於該國西部，由蒂羅爾州負責管轄，屬於阿爾高阿爾卑斯山脈的一部分，距離布雷特峰0.5公里，海拔高度2,575米，每年平均降雨量1,698毫米，人類在1893年首次登頂。